# Église Sainte-Cécile-de-la-Briche d'Épinay-sur-Seine
L'église Sainte-Cécile-de-la-Briche est un lieu de culte catholique situé avenue de la République à Épinay-sur-Seine (département de la Seine, actuelle Seine-Saint-Denis).

## Histoire
C'était à l'origine une chapelle, située rue Maurice, adjacente à une école tenue par les Sœurs de l'instruction chrétienne de Saint-Gildas-des-Bois. Dans les années 60, le nouvel édifice a été édifié par le père Jacques Sudres lors de l'urbanisation du quartier La source-Les presles. La paroisse Sainte Cécile a été érigée en 1963.

## Description
C'est un bâtiment rectangulaire, couvert d'un grand toit. Appuyé sur le porche, son campanile porte deux cloches, suspendues au-dessus de deux montants métalliques et surplombé par une croix.